# Chaumont-d’Anjou
Chaumont-d’Anjou korábbi község Franciaország Loire mente régiójában, Maine-et-Loire megyében. 2016. január 1-jén három másik korábbi községgel egyesült és Jarzé Villages új község része lett.
Lakosainak száma 286 fő (2018. január 1.). Chaumont-d’Anjou Bauné, Corzé, Jarzé Villages, Lué-en-Baugeois és Marcé községekkel határos.

## Népesség
A település népességének változása:
| Lakosok száma | 254  | 259  | 207  | 261  | 252  | 300  | 284  | 282  | 286  | 286  |
|               | 1962 | 1968 | 1982 | 1990 | 1999 | 2008 | 2011 | 2013 | 2017 | 2018 |